# Apollonicon
L'Apollonicon (en allemand Apollonikon) est un orgue mécanique dont le mécanisme est à la fois proche de l'orgue de Barbarie et du piano mécanique. Il a été construit en 1817 par les facteurs d'orgues britanniques Flight et Robson.

## Histoire
L'Apollonicon est directement inspiré du Panharmonicon (que certaines sources appellent orchestrion) de Johann Nepomuk Maelzel, connu pour être l'inventeur du métronome. Il est construit entre 1812 et 1817 par les facteurs britanniques Flight et Robson, pour un total de 10 000 livres sterling. Il était exposé à Londres jusqu'en 1840.

## Structure
L'Apollonicon est composé des claviers manuels et du pédalier d'un orgue ordinaire,, auquel sont accouplés trois cylindres reliés chacun à une division de l'orgue et disposés pour mettre en action les tuyaux sans le concours des claviers. Il comporte entre 1 800 et 1 900 tuyaux selon les sources,, et comportait 45 jeux différents,.
Une description détaillée et illustrée peut être trouvée dans le Mechanics Magazine de 1828. Une notice, sous le nom germanisé d'Apollonikon, se retrouve dans le journal allemand Polytechnisches Journal, lui aussi publié en 1828.